# José María Pinilla
Pour les articles homonymes, voir Pinilla et Fabrega.
José María Pinilla, né le 28 novembre 1919 et mort le 10 août 1979, est un militaire et homme politique panaméen, président provisoire du Panama avec Bolívar Urrutia Parrilla du 12 octobre 1968 au 18 décembre 1969. Ils deviennent présidents à la suite du coup d'État militaire qui met fin à la présidence d'Arnulfo Arias, le 11 octobre 1968. C'est la seule fois dans son Histoire que le Panama a deux présidents à sa tête.
Cette période est marquée par une violation des droits des citoyens, sous prétexte de rétablir la moralité et l'ordre constitutionnel. Un système de censure est mis en place contre quiconque s'oppose au gouvernement provisoire. 